# Dragutin Najdanović
Dragutin Najdanović (ur. 15 kwietnia 1908 w Belgradzie, zm. 3 listopada 1981 tamże) – jugosłowiański piłkarz, reprezentant kraju, grający na pozycji pomocnika. 

## Kariera piłkarska
Najdanović swoją przygodę z futbolem rozpoczął w 1924 w zespole OFK Beograd. Miał swój udział w zdobyciu przez OFK pierwszego w historii klubu Mistrzostwo Jugosławii w sezonie 1930/31. W swojej karierze występował także w zespole OFK Balkan Mirijevo.
Po raz pierwszy w reprezentacji Jugosławii zagrał 6 maja 1928 w spotkaniu z Rumunią, zakończonym zwycięstwem Jugosławii 3:1.
W 1930 został powołany przez trenera Boško Simonovicia na Mistrzostwa Świata. Wystąpił w jednym spotkaniu, z Boliwią, a Jugosławia zakończyła mistrzostwa na 4. miejscu. Mecz z Boliwią był ostatnim rozegranym w barwach reprezentacji Jugosławii przez Najdanovicia. Łącznie w latach 1928–1930 wystąpił w 4 spotkaniach, w których strzelił jedną bramkę. 
| Mecze i gole w reprezentacji | Mecze i gole w reprezentacji | Mecze i gole w reprezentacji | Mecze i gole w reprezentacji | Mecze i gole w reprezentacji | Mecze i gole w reprezentacji | Mecze i gole w reprezentacji |
| #                            | Data                         | Miasto                       | Przeciwnik                   | Gol                          | Wynik                        | Rozgrywki                    |
| ---------------------------- | ---------------------------- | ---------------------------- | ---------------------------- | ---------------------------- | ---------------------------- | ---------------------------- |
| 1.                           | 06.05.1928                   | Belgrad                      | Rumunia                      |                              | 3:1                          | Puchar Króla Aleksandra I    |
| 2.                           | 28.10.1928                   | Praga                        | Czechosłowacja               |                              | 1:7                          | towarzyski                   |
| 3.                           | 15.06.1930                   | Sofia                        | Bułgaria                     | Gol                          | 2:2                          | towarzyski                   |
| 4.                           | 17.07.1930                   | Montevideo                   | Boliwia                      |                              | 4:0                          | MŚ 1930                      |

## Sukcesy
OFK Beograd
- Mistrzostwo Jugosławii (1): 1930/31